# GET!フジ丸
『GET!フジ丸』（ゲット フジまる）は、能田達規による日本の漫画。『週刊少年チャンピオン』（秋田書店）で1994年7号から1995年48号にかけて連載された。高校サッカーを題材とした作品であり、ブラジル帰りの主人公が無名の高校に進学しチームワークを確立させながら勝ち進んでいく姿が描かれている。また、競技に取り組む姿だけでなく、ほのぼのとした日常にも焦点を当てた内容となっている。

## ストーリー
女子高から共学へ移行したばかりの私立しらゆり学院にサッカー部が新設されブラジル帰りの荒木富士丸や中学時代に実績のある細川真、村上秀之などの実力者が揃う。大学時代に名選手と呼ばれた野村文彦がコーチを務めることになり強豪の黒崎高校の3軍と練習試合を行うが、試合途中から主力組の沖田と杉本を投入した黒崎に大敗する。
しらゆりイレブンはこの敗戦に奮起しインターハイ東京都予選に出場すると地区ブロック予選では修堂高校を破り決勝トーナメントに進出を果たす。同2回戦では因縁の相手である黒崎高校を破り、準々決勝ではブラジル人コンビを擁する聖カナリア学園と接戦を演じるなど快進撃を見せる。
一方、高校選手権東京都予選に向けてチーム強化に取り組んでいた矢先にコーチの野村は志半ばで学校を去ることになる。ショックを受けるフジ丸達だが桜井新監督や転校生の百地明が加わり、夏合宿の厳しい特訓の末に「サンダーボルト・フォーメーション」を編み出し高校選手権予選に挑む。都予選決勝はしらゆり対黒崎の対戦となるが試合は百地とフジ丸のホットラインを封じる黒崎が宮城と木村のコンビネーションを軸に先制するなど優勢に進めるも、佐々木伸二をはじめとした守備陣が奮闘し後半にフジ丸の2得点で勝ち越し優勝を果たす。
しらゆり学院は全国大会で優勝を果たすと、大会後にフジ丸は「世界一のサッカー選手になる」との言葉を残しJリーグのクラブに入団するため高校を退学する。それから2年後、FIFAワールドカップ出場を目指す日本代表の中にフジ丸の姿があり、アジア予選最終戦のサウジアラビア戦に後半途中から出場すると、勝ち越し点を決め、スタンドで見守る高校時代の仲間に応えるところで物語は終わる。

## 登場人物

### しらゆり学院高校
荒木 富士丸（あらき ふじまる）
この物語の主人公。ポジションは攻撃的ミッドフィールダー、フォワード。
ブラジルからの帰国子女。通称「フジ丸」。ブラジル仕込みの柔軟なドリブルの技術と高い決定力を持ち、高校サッカーの水準を遥かに越えた選手と評される。その反面、ペース配分を考えずに動き回る悪い癖がある。性格は天然気味のお調子者で得点を決めるたびに腰をくねらせて踊る。髪をミサンガで結んでいるのが特徴だが、これはブラジル時代に親友のパウロからプレゼントされたものである。
細川 真（ほそかわ まこと）
ポジションはフォワード。
しらゆり学院理事長の孫で中学時代は神奈川県のクラブチームに所属。的確な状況判断でキャプテンとしてチームをまとめる、富士丸に次ぐ実力の持ち主。クールな性格だが無視をされたり陰で舌打ちされることを嫌うなどプライドが高い。
村上 秀之（むらかみ ひでゆき）
ポジションはゴールキーパー。
中学時代から名の知られた選手だが歯に衣着せぬ言動が特徴であり、過去には先輩との確執から出場機会を失った経験がある。試合時には長髪をバンダナで束ねている。
佐々木 伸二（ささき しんじ）
ポジションはセンターバック
女子目当てでしらゆり学院に入学したが、中学時代は「二中のリベロ」や「二中のスタミナ大王」の異名を持つそれなりの実力の持ち主。熱くなりやすい性格で、黒崎高校の杉本にたびたび翻弄される。
百地 明（ももち あきら）
ポジションはミッドフィールダー
インターハイ予選後に広島県からやってきた転校生。ボランチとしての高い守備能力とパスセンスを駆使してしらゆり学院の中盤を支える。広島弁丸出しの台詞が特徴であり、お好み焼きが好物。
野村 文彦（のむら ふみひこ）
しらゆり学院サッカー部コーチ。大学時代はJリーグ入りも噂されていた名選手だったが脚の故障もあって引退。私立黒崎高校の体育教師として赴任したが、しらゆり学院理事長の要望もあって同校のコーチを務めている。当初はチームが軌道に乗るまでコーチを引き受けるとの約束だったが、インターハイ予選で好成績を収めると黒崎高校の監督として引き抜かれた。桜井明美は大学時代の先輩で頭が上がらない。
桜井 明美（さくらい あけみ）
しらゆりサッカー部とバレー部の顧問をかけもちする。サッカーについては素人で、サッカー部の指導は後輩の野村に任せっぱなしだったが、インターハイ予選後に野村がしらゆり学院を去るとチームを率いることになった。
桜井 ひかる（さくらい ひかる）
サッカー部顧問の桜井明美の妹でこの物語のヒロイン。姉の明美には頭が上がらずサッカー部のマネージャーを押し付けられるはめになった。
理事長（りじちょう）
細川の祖母で、しらゆり学院の理事長。孫を溺愛するあまり学校を女子高から共学へ移行させた。

### 私立黒崎高校
別所（べっしょ）
都内の強豪チームである黒崎高校サッカー部の監督。しらゆり学院のフジ丸のプレーや野村の指導力を見て彼らに一目置くことになるが、インターハイ予選後に黒崎高校校長の意向で監督を解任された。
沖田（おきた）
黒崎高校サッカー部のキャプテンでポジションはミッドフィールダー。礼儀正しい人物だが内心ではしらゆり学院の選手を見下していた。しかしインターハイ予選で敗れると考えを改め高校選手権予選での雪辱を誓った。
杉本（すぎもと）
黒崎高校のエースストライカー。新設のしらゆり学院の選手達を露骨な態度でからかったり見下すなど性格に難があるがFWとしての能力は高い。新任監督の野村に反発し高校選手権予選ではサイドバックにコンバートされるが高めのポジションを採り、相手のマークがツートップに集中する隙に後方から相手陣内へ突破を図る「第3のフォワード」役を務めた。
服部 守（はっとり まもる）
ポジションはディフェンダー。守備能力が高くインターハイ予選のしらゆり学院戦ではフジ丸のマンマークを務めるが、試合終盤にはフジ丸に再三にわたって翻弄された。監督が別所から野村へと変わると高校選手権予選では出場機会を失った。
宮城（みやぎ）
ポジションはフォワード。インターハイ予選後に監督に就任した野村により1軍に抜擢された選手で、それまで3軍や4軍に所属していた。技術や運動量の面では黒崎の中でも突出した存在ではないが、スピードに乗ったドリブル突破と十年来の親友でもある木村との「アイコンタクトを超越した」高いコンビネーションプレーを得意としている。小柄な体躯で皮肉屋な性格でもある。
木村（きむら）
ポジションはフォワード。インターハイ予選後に野村により1軍に抜擢された選手。宮城との高いコンビネーションプレーを得意としており彼の突破に対する後方からのフォロー、意外性のあるプレーに対応する。長身で髪型はオールバックにしている。

### 聖カナリア学園高校
リカルド・ロドリゲス
ポジションはフォワード、攻撃的ミッドフィールダー。
ブラジル国内で将来を嘱望されているストライカー。家計を支えていた兄が職場で怪我を負い困窮したことや、ジウマールの勧誘もあってパウロと共に日本にサッカー留学することになった。高い得点能力だけでなく、足元のテクニックも持ち合わせ2列目もこなす万能型の選手。寡黙な性格だが監督のジウマールと同様にフジ丸の実力を認めている。
パウロ・セルジオ
ポジションは攻撃的ミッドフィールダー、フォワード。
フジ丸のブラジル時代の親友で、彼にサッカーを教えた人物。ジウマールからの勧誘を受け、将来的にJリーグのクラブから勧誘されることを目的に日本へサッカー留学した。ブラジル時代からフジ丸とは親身に接していたが、しらゆり学院との対戦時にフジ丸が自分より高いレベルの選手に成長していたことを知ると、それまでの態度を翻して敵愾心を見せる。
マルシア
ジウマールの娘でフジ丸とはブラジル時代からの旧知の仲。リカルドやパウロと共に日本へ留学し聖カナリア学園サッカー部の通訳を務めている。
ジウマール
聖カナリアの監督でフジ丸がブラジル時代に所属していたコルコバードFCジュベニールの元監督。フジ丸の実力を認めながらも厳しい態度で接している。最終話ではサッカー日本代表の監督を務める姿が描写されている。

### その他
西条（さいじょう）
修堂高校の選手でポジションはゴールキーパー。
しらゆり学院の村上の中学時代の1年先輩。長身に加えゴール阻止率90%と高い守備能力を持つが、一方でラフプレーも辞さないなど勝利のためなら手段を選ばないタイプの選手。
伊達（だて）
緑川高校の選手でポジションは攻撃的ミッドフィールダー。
ユース代表候補に選ばれた経験もある同校のキャプテン。インターハイ予選決勝トーナメント1回戦でのしらゆり戦では判断能力、ドリブル、パス、フリーキックなどあらゆる面でフジ丸に圧倒された。
松沼（まつぬま）
サッカー専門誌『サッカーグラフィック』の記者。フジ丸をはじめとしたしらゆり学院の活躍をインターハイ東京都予選の時から注目し追い続けている。

## 用語
私立しらゆり学院
元々は創立から100周年を迎える名門女子校だったが、少子化による生徒獲得の激化に伴い共学へ移行した。生徒数は男子60人に対し女子は840人。以上のような建前だが実際は、理事長が孫の細川真を入学させるための共学化だった。サッカー部は共学化に併せて新設されたが、学校から全面的な支援を約束されている。
コルコバードFCジュベニール
フジ丸が中学時代に所属していたブラジルのサッカークラブ。日本人留学生が多く所属するが、その大半が帰国後の高校受験のための「課外活動報告書」を目的としており3軍に甘んじている。フジ丸は実力的には1軍に匹敵する能力を有していたが他の日本人と同様に3軍の扱いを受けていた。
サンダーボルト・フォーメーション
しらゆり学院監督の桜井明美がバレーボールのラリーからヒントを得て生み出した速攻。中盤で相手からボールを奪った直後に味方選手が一斉に攻撃に転じ、ワンタッチやツータッチの早いボール回しで相手にプレスをかける余裕を与えずにゴール前まで迫り、フジ丸の高い決定力を生かす。「オペレーション・サンダーボルト」との表記もある。

## 書誌情報
- 能田達規 『GET!フジ丸』秋田書店〈少年チャンピオン・コミックス〉、全10巻
  1. 1994年5月発売、ISBN 4-253-04045-4
  2. 1994年7月発売、ISBN 4-253-04046-2
  3. 1994年10月発売、ISBN 4-253-04047-0
  4. 1994年12月発売、ISBN 4-253-04048-9
  5. 1995年2月発売、ISBN 4-253-04049-7
  6. 1995年5月発売、ISBN 4-253-04050-0
  7. 1995年8月発売、ISBN 4-253-04051-9
  8. 1995年10月発売、ISBN 4-253-04052-7
  9. 1995年11月発売、ISBN 4-253-04053-5
  10. 1996年1月発売、ISBN 4-253-04054-3

## その後の展開
2014年、実業之日本社から発売された『オーレ!』の新装版に収録されたスピンオフ作品『オーレ! 〜サムライブルーの奇跡〜』に本作品の主人公であるフジ丸が登場。『ORANGE』の青島小次郎や三島裕二、『オーレ!』の竹内隆一と共に日本代表として2014 FIFAワールドカップに挑む内容となっている。